# Artur Dorf
Gustav Artur Dorf (* 17. Juli 1908 in Barmen; † 27. Oktober 1972 in Berlin) war stellvertretender Vorsitzender der Gesellschaft für Sport und Technik in der DDR.

## Leben
Dorf, Sohn eines Maurers, war als Handlungsgehilfe tätig. 1926 schloss er sich dem KJVD an. Ab 1929 war er Mitglied der KPD und als Funktionär des KJVD in Wuppertal tätig. 1930 besuchte er die KPD-Reichsparteischule in Fichtenau. Ab 1931 war er Redakteur der Bergischen Volksstimme und Leiter des KPD-Unterbezirks Solingen, ab 1932 von Hagen.
Nach der „Machtergreifung“ der Nationalsozialisten war er im kommunistischen Widerstand aktiv. Im August 1933 wurde er verhaftet, er konnte jedoch am 2. September 1933 aus dem Gefängnis Remscheid in die Niederlande fliehen. Später emigrierte er nach Frankreich und nahm 1936 in Spanien auf Seiten der Republik als Interbrigadist am Spanischen Bürgerkrieg teil. Dort war er unter anderen von Oktober 1936 bis Januar 1937 Politkommissar des Edgar-André-Bataillons der XI. Internationalen Brigade, von Januar bis April 1937 schließlich Politkommissar der XI. Internationalen Brigade. Später war er Kommissar für das Internationale Sanitätswesen.
Nach seiner Rückkehr nach Frankreich wurde Dorf 1939 in den Lagern Gurs und Le Vernet, später von 1941 bis 1943 in Djelfa (Nordafrika) interniert. 1940 wurde ihm die deutsche Staatsbürgerschaft aberkannt. In Algerien wandte sich der Amerikaner Milton Wolff 1943 an Dorf, um ihn für den Kampf in Italien zu gewinnen. 1943/44 kämpfte Dorf als Soldat auf den Seiten der alliierten Streitkräfte in Italien sowie als Partisan der Resistenza. Er war dort auch für das Office of Strategic Services (OSS) tätig.

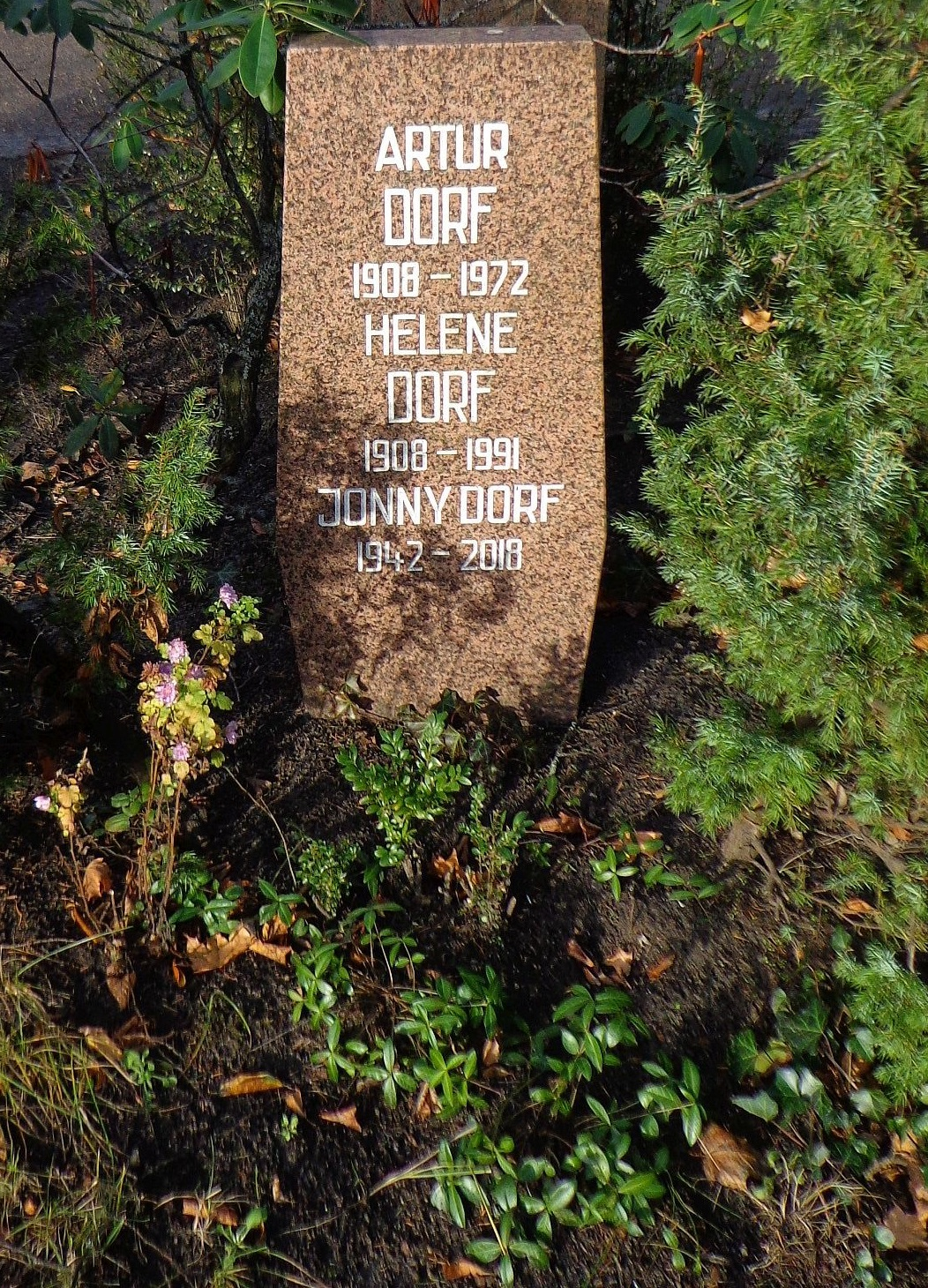
Grabstätte

Im Juli 1945 kehrte er nach Deutschland zurück. Bis Juni 1946 leitete er die Abteilung Polizei der Provinzialverwaltung Brandenburg, von 1946 war er bis 1950 als Dozent und Lehrstuhlleiter an der Parteihochschule „Karl Marx“ tätig. Ab 1950 war er Kulturdirektor der Volkswerft Stralsund. 1951 wurde er bis zur Klärung von Vorwürfen als Kulturdirektor eines Volksgutes eingesetzt. Die durch den ehemaligen Kommunisten André Marty gefälschten Kaderakten der Internationalen Brigaden wurden vor der Zentralen Parteikontrollkommission der SED besprochen. Die Vorwürfe wurden als Fälschungen entlarvt. 1953 wurden die Vorwürfe fallen gelassen. Nach verschiedenen Funktionen in Partei und Gewerkschaft war Artur Dorf ab 1956 bis 1968 stellvertretender Vorsitzender des Zentralvorstandes der Gesellschaft für Sport und Technik für Agitation und Propaganda. In dieser Funktion war er für die politische Erziehung der Jugend während der vormilitärischen Ausbildung verantwortlich.
Artur Dorf erhielt ein Ehrengrab in der Grabanlage Pergolenweg des Zentralfriedhofs Friedrichsfelde. Die Urnen seiner Ehefrau Helene Dorf und seines Sohnes Jean-Claude Dorf wurden ebenfalls dort beigesetzt.

## Auszeichnungen
- Vaterländischer Verdienstorden in Bronze (1958) und Silber (1965)[1]
- Banner der Arbeit (1968)
- Medaille für Kämpfer gegen den Faschismus 1933 bis 1945